# Bitwa pod Amgą
Bitwa pod Amgą – bitwa wojny domowej w Rosji stoczona w dniach 1–4 marca 1923 roku w Jakucji, na przedpolach Jakucka, między Armią Czerwoną a wojskami białogwardyjskimi generała Anatolija Piepielajewa. Poważniejsze walki miały miejsce w dwóch pierwszych dniach boju. Bitwa zakończyła się całkowitą  klęską białych.